# Babeu
Babeu (em latim: Babeaus; ?-484), também chamado Babowai ou Mar Babwahi, foi um Patriarca da Igreja do Oriente, durante o reinado do xá Perozes I (r. 459–484). Babeu foi conhecido por suas tendências pró-bizantinas, pela qual ele entrou em conflito muitas vezes com outros membros da anti-bizantina Igreja do Oriente. Babeu fundou a escola de Selêucia, de que seu sucessor Acácio foi o primeiro chefe. Mar Aba empreendeu uma remodelação substancial, e deu a escola uma biblioteca. Quando o patriarcado foi transferido para Bagdá no século IX, a escola mudou-se.
Babeu foi conhecido como um filósofo. Ele também foi um convertido do zoroastrismo, o que os zoroastristas chamariam de apóstata, alguém que tinha renunciado a sua religião e, portanto, sujeito a perseguições consideráveis. Ele foi preso por sete anos, provavelmente entre 470-480, e torturado repetidamente pelos magos (seguidores de Zoroastro) que estavam queimando igreja e prendendo outros cristãos. Babeu também esteve muitas vezes em conflito com Barsauma, o metropolita de Nísibis, embora isso não fosse incomum, uma vez que Babeu era conhecido por estar em contínuo conflito com outras autoridades, colegas e subordinados.
A raiz do conflito com Barsauma por ter sido devido a uma questão importante no momento, a de saber se os membros do clero deveriam ter celibato ou não. Quando Babeu escreveu uma carta a alguns bispos romanos, pedindo-lhes para usar sua influência com o imperador Zenão, e obter sua intercessão com o rei Perozes para evitar a perseguição, Barsauma de alguma forma conseguiu interceptar a mensagem. Barsauma aproveitou-se disso e mostrou a carta ao rei Perozes, que ficou furioso. O rei então condenou em 484 Babeu à morte.